# Stazione di Le Raincy - Villemomble - Montfermeil
La stazione di Le Raincy - Villemomble - Montfermeil (in francese Gare du Raincy - Villemomble - Montfermeil) è una stazione ferroviaria situata nei territori dei comuni di Le Raincy e Villemomble, nel dipartimento della Senna-Saint-Denis.

## Movimenti
La stazione è servita dai treni della Linea RER E.